# Riu Medway
El riu Medway és un afluent del Tàmesi que neix a Turners Hill, West Sussex, i té un recorregut de 113 km fins a desembocar a Garrison Point, a la localitat de Sheerness (Kent). Té una conca hidrografica de 2.409 km², la segona més gran del sud d'Anglaterra, després de la del Tàmesi. Té una gran xarxa de petis afluents que, de vegades causen inundacions. aquests rierols apleguen l'aigua procedent dels North Downs, del Weald i del bosc d'Ashdown. Tradicionalment s'ha dit que el Medway divideix en dos el comtat de Kent, això es refereix a les dues diòcesis que hi ha des de l'any 604: Canterbury (el Kent occidental, al nord del riu) i Rochester (el Kent oriental, al sud-est).

## Afluents

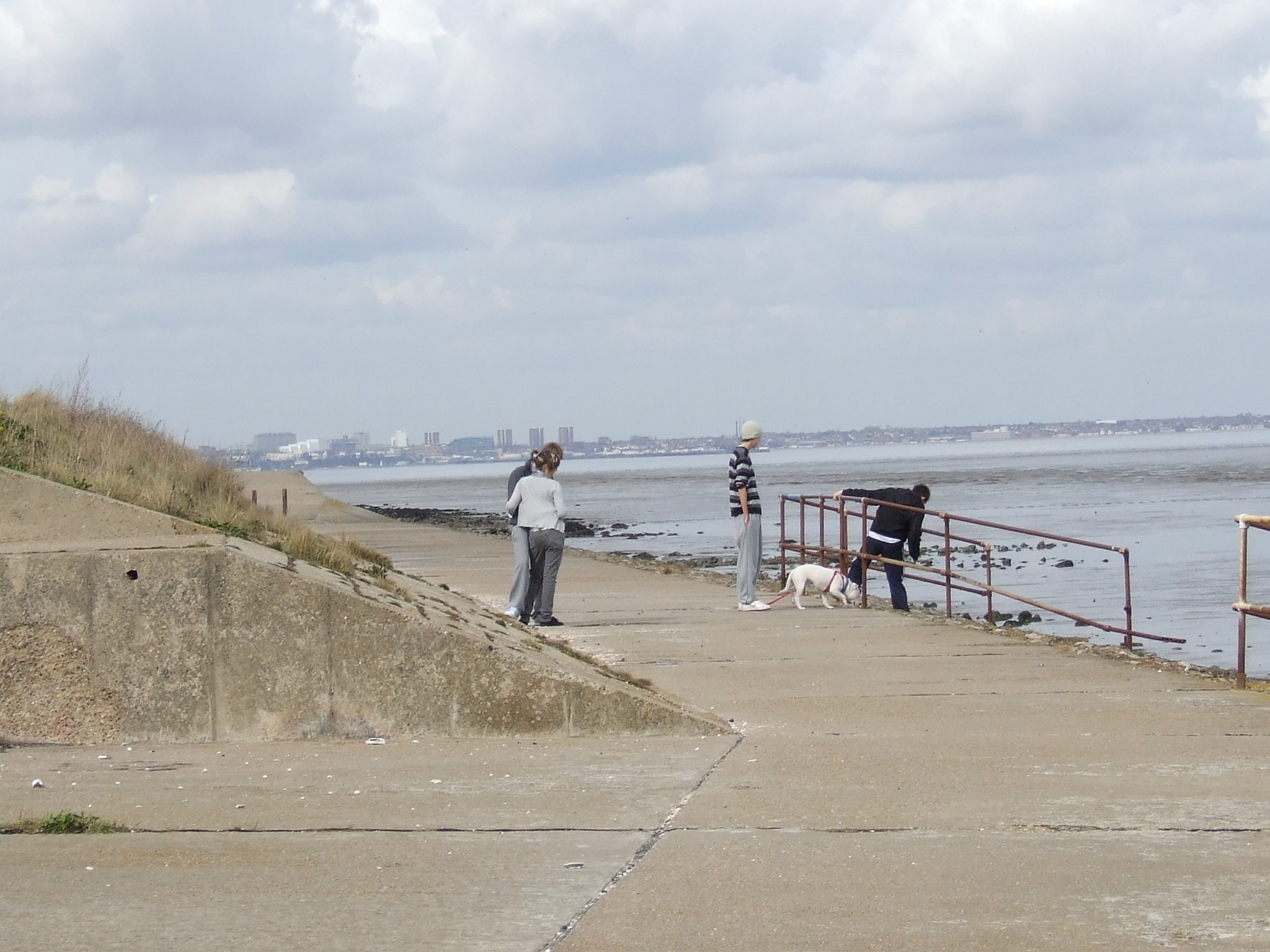
Punt d'unió amb el Tàmesi.

Els principals afluents són: 
- Eden
- Bourne
- Teise
- Beult
- Loose Stream
- Len

Els secundaris són:
- Wateringbury Stream
- East Malling Stream
- Grom
- Old Bourne[2]

## Recorregut
El riu Medway i els seus afluents passen principalment per àrees rurals amb l'excepció de dues ciutats: Tonbridge, Maidstone i l'àrea urbana anomenada Medway. Neix a Turners Hill, West Sussex, des d'on inicia un recorregut d'oest a est, passant pel sud dels North Downs. A la confluència amb el riu Beult, canvia de direcció cap al nord i travessa la cadena de turons dels North Downs per la gorja del Medway, que és una vall propera a Rochester, abans de la darrera secció quan s'uneix al Tàmesi en direcció a la mar del Nord.
Fins al 1746 el riu no era navegable per sota de Maidstone, en canvi més amunt cada vila tenia el seu embarcador. a Halling, Snodland, New Hythe i Aylesford. S'emprava per transportar panís, farratge, fruita, pedra i fusta.

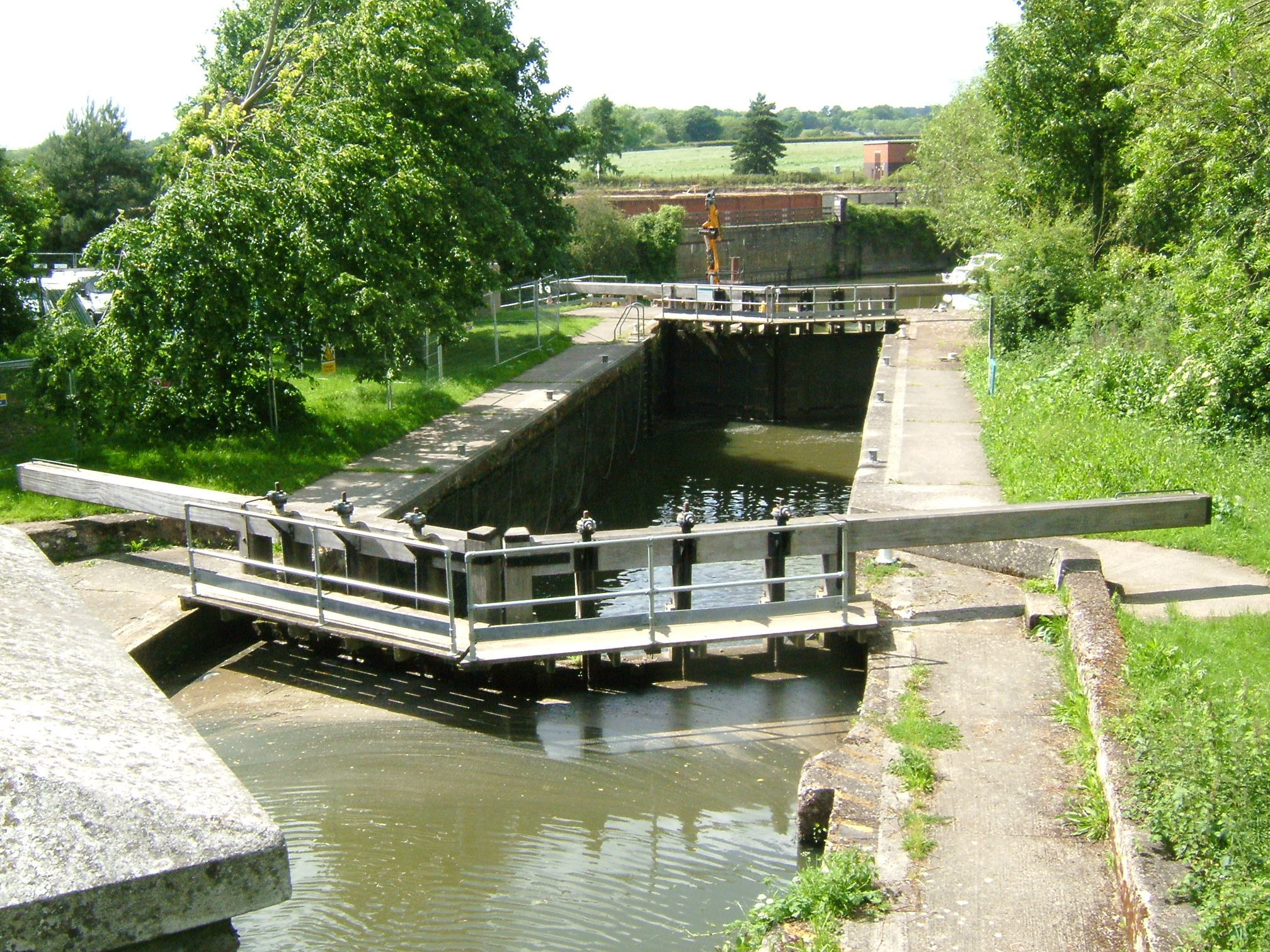
Rescloses a Hampstead.

Les millores del 1746 van fer possible que fos navegable per vaixells de 41 tones fins a East Farleigh, Yalding o fins a Tonbridge. L'any 1828 el riu es va canalitzar per a la navegació fins a Leigh. Hi ha onze rescloses que controlen el nivell de l'aigua i permeten la navegació. La resclosa més antiga es va fer l'any 1792 a Allington, i està al nivell del mar. La resta estan a: East Farleigh, Teston, Hampstead Lane, Stoneham Old Lock (en desús), Sluice Weir Lock, Oak Weir Lock, East Lock, Porter's, Eldridge's i Town Lock a Tonbridge. Les rescloses permeten el pas de naus de fins a 24 m per 5,5 m i amb una calada de fins a 1,2 m. El punt més fondo està just més avall de la resclosa de Sluice Weir, que té tendència a omplir-se de dipòsits després de pluges abundants.
Les embarcacions petites, com ara canoes, poden anar fins a Penshurst. El tram des de Leigh fins a Allington s'anomena Medway Navigation i té 31 km de llargada. L'autoritat que gestiona la navegabilitat d'aquest riu és la Environment Agency.

## Ponts

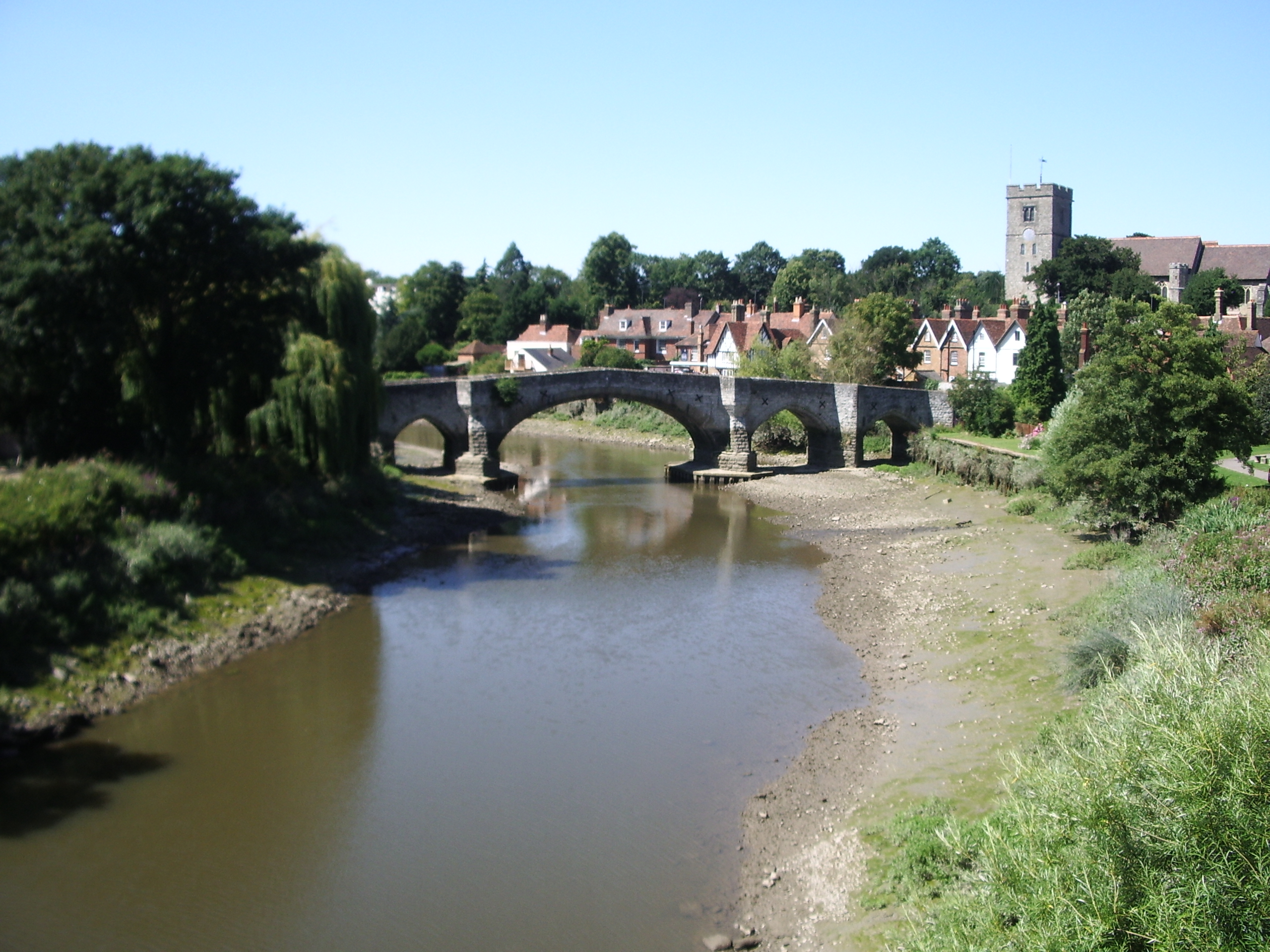
Pont medieval a Aylesford.

Fins fa pocs anys el pont més antic era un que hi havia a Rochester, construït en l'època romana. Al segle xiv es va crear la fundació Wardens and Commonalty de Rochester per iniciativa de sir John de Cobham, amb la finalitat de trobar diners per reconstruir el pont. Fins al 1963 el punt més proper a Rochester per creuar el Medway era el pont d'Aylesford, 19 km riu amunt, construït al segle xiv. Els altres punts per travessar-lo són:
- 1963: Un viaducte al sud de Rochester construït perquè passés la carretera M2. L'any 2003 el van ampliar perquè tingués dos carrils separats.
- Entre el 1963 i el 1996 es va fer la carretera M20, amb un pont per travessar el Medway al sud d'Aylesford.
- 1996: El túnel del Medway va esdevenir el punt més baix per travessar el riu, serveix per enllaçar Gillingham i Strood. És un túnel de quatre carrils, construït mitjançant el mètode d'immersió del tub. El va pagar parcialment la fundació Rochester Bridge Trust, successora de la Wardens and Commonalty.
- 2003: Un pont per al ferrocarril, d'1,3 km de llarg, amb una amplada de 152 m, fet per al pas dels trens d'alta velocitat. Va en paral·lel al pont de la M2.
- 2017: Aquest any es va fer un pont per a l'enllaç que va des de la sortida de l'autovia A228, que hi ha entre Holborough i Halling, fins a Hall Road, Wouldham.

Hi ha tres punts més que travessen el riu a Tonbridge, un per a l'autovia A227, un altre per al ferrocarril i un viaducte de dos carrils d'amplada que porta l'autovia A21 per la vall del Medway a prop de Haysden.

## Senderes
Hi ha una sendera anomenada Medway Valley Walk que va propera al riu des de Rochester fins a Tonbridge, i comença a la Saxon Shore Way, que va des de Gravesend fins a Hastings (East Sussex). Un altre camí, el North Downs Way travessa el riu emprant el viaducte o el pont de la carretera. La Greensand Way és una altra sendera que el travessa a Yalding. A West Peckham, s'uneix amb el Wealdway i segueix fins a Tonbridge, on enllaça am el passeig de la vall de l'Eden. El Millennium River Park és un camí de 10 km que va des del parc Teston fins al museu de Kent, a Sandling. el parc, construït entre el 1998 i el 2001, va transformar 7,3 hectàrees de paisatge verge amb tres ponts per a vianants sobre el riu.

## Riuades
La secció mitjana del Medway per damunt de Tonbridge és una zona propensa als desbordaments, en part degut als molts afluents que hi coincideixen, el més cabalós l'Eden. La ciutat de Tonbridge pateix freqüents inundacions, tant és així que a la part alta de la ciutat li diuen "Dryhill", que vol dir «la part seca». L'any 1981 es va construir una barrera per a contenir les riuades des de Leigh i evitar que el riu arribi massa crescut a Tonbridge. La riuada més greu en aquesta ciutat ha estat la del 1968. Durant els períodes de crescudes el nivell es controla amb la captura d'aigües que són desviades fins a omplir 2,6 km² de terres de conreu, situades més amunt de la barrera de protecció de la ciutat. Malgrat tot no es va poder evitar les inundacions de Tonbridge l'hivern del 2013-14. En els darrers anys la ciutat de Yalding, a uns 12 km de la confluència amb el riu Beult, ha estat més notícia que Tonbridge pel tema de les riuades.

## Molins i fàbriques
els habitants de la vora del Medway han aprofitat des d'antic la força d'aquest riu amb la construcció de molins. es feien servir per moldre panís, fer paper, moure els mecanismes de telers, en foneries i generar electricitat. Hi ha uns 200 llocs on es coneix l'aprofitament del riu per alguna utilitat. Actualment només un dels molins està actiu.

## Dades històriques
Hi ha restes de vil·les romanes a la art baixa del Medway, i enterraments dels juts.

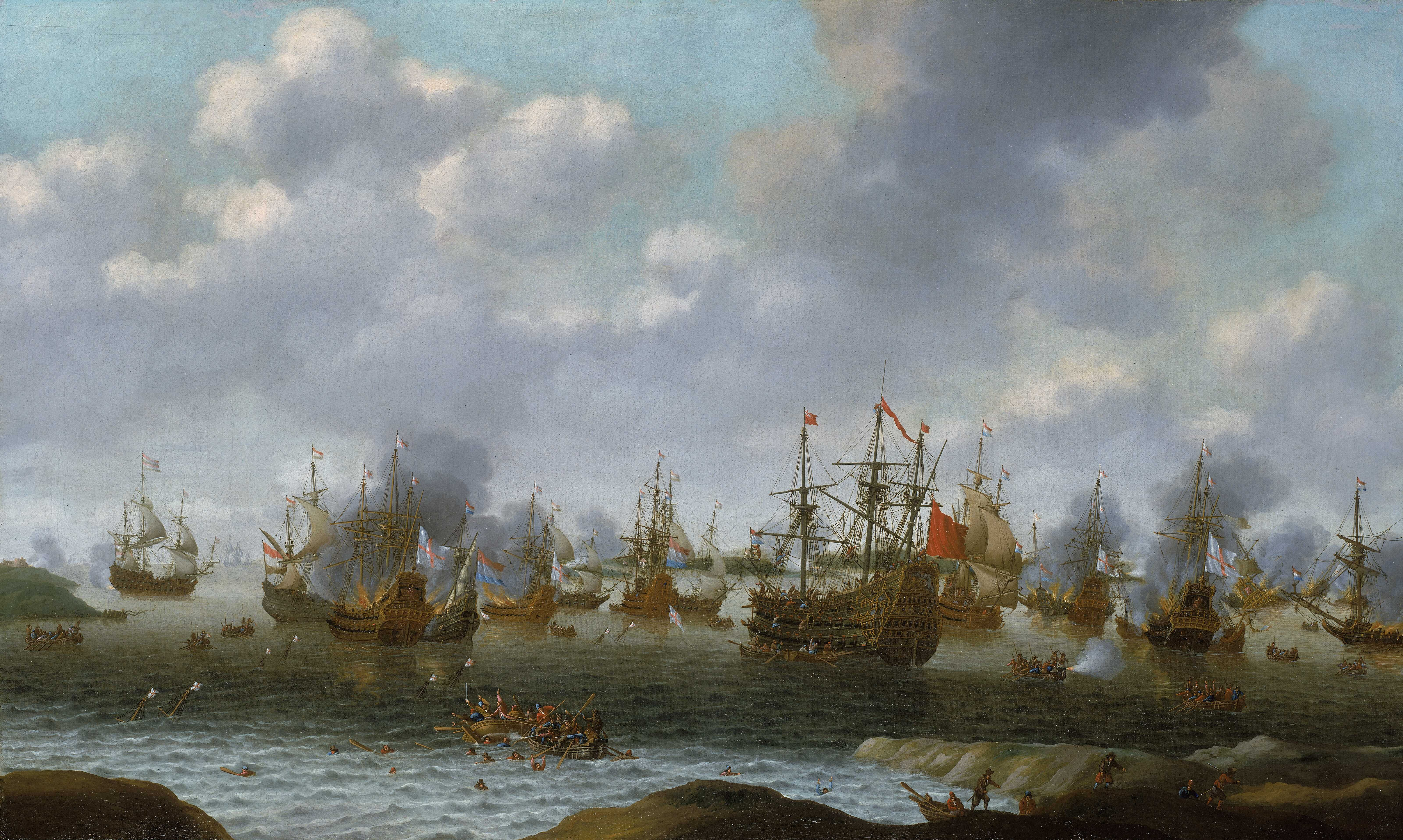
L'ofensiva holandesa al Medway, pintura de Pieter Cornelisz van Soest.

Al Domesday Book consta que hi havia diverses cases de senyors amb terres a la vall del Medway. Els castells també formen part del paisatge, se'n poden veure a Rochester, Allington, Leeds, i West Malling.
Hi ha dos episodis militar que porten el nom del riu: la batalla del Medway, esdevinguda l'any 43 dC, durant la conquesta romana de Britànnia; i l'ofensiva del Medway, un atac holandès del 1667 efectuat durant Segona guerra Anglo-Holandesa.
Al segle xviii, Samuel Ireland va publicar un llibre que descrivia un viatge per aquest riu, tot i que ell no va anar més enllà del riu Bewl. Conté un mapa que mostra alguns dels afluents, també té il·lustracions dels castells de Queenborough, Upnor, Leybourne, Tonbridge i Hever; més els ponts de Teston, Maidstone, Aylesford, East Farleigh, Barming, Branbridges i Tonbridge.
Les obres del canal que uneix el Tàmesi amb el Medway, que enllaça amb el riu a Strood quan va cap a Gravesend, van estar acabades el 1824, però no van tenir èxit comercial, ja que la construcció del túnel del ferrocarril el 1849 li va prendre passatgers. la part occidental del canal va quedar en desús des del 1934.
El 1853 un tren que portava treballadors que anaven afer la collita, va caure en passar per un pont podrit sobre el riu, el Golden Green, i van morir 30 passatgers.
El 1942 es va realitzar la primera prova del món d'un oleoducte submarí en una canonada ficada dins el riu Medway, la prova es va anomenar Operació PLUTO (acrònim de Pipe Line Under The Ocean).